# Tetraetilplom
El tetraetilplom, (en anglès: Tetraethyllead, tetraethyl lead, abreujat com TEL), és un compost d'organoplom amb la fórmula (CH₃CH₂)₄Pb. S'havia mesclat amb la gasolina des de principis de la dècada de 1920 per a millorar el rendiment de la comprensió del motor. Es va eliminar a partir de la dècada de 1970 per la neurotoxicitat que presenta el plom. Encara es fa servir en alguns combustibles dels avions.

## Síntesi
El TEL es produeix per la reacció del cloroetà amb un aliatge de sodi-plom.
4 NaPb + 4 CH₃CH₂Cl → (CH₃CH₂)₄Pb + 4 NaCl + 3 Pb
El TEL és un líquid viscós i incolor és molt lipofílic i soluble en la gasolina.

## Toxicitat
La contaminació pel plom dels motors es dispersa a l'aire i prop de les carreteres fàcilment s'inhala. El contacte amb TEL concentrat dona enverinament per plom

## Història
L'any 1853, el químic Karl Jacob Löwig (1803-1890) va ser el primer a preparar Pb₂(C₂H₅)₃ a partir d'etil iodur i un aliatge de sodi.
L'afegiment de tetraetilplom a la gasolina va iniciar-se l'any 1923 a partir dels treballs del químic Thomas Midgley